# Вайегранде
Вайегранде (на испански: Vallegrande, в превод „голяма долина“) е малък град в Боливия, Южна Америка, известен най-вече с това, че там е погребан първоначално аржентинският революционер Че Гевара, след екзекуцията му през 1967 година. Градът се намира в департамента Санта Крус и е столица на провинция Вайегранде. Разположен е в голяма долина, с надморска височина от 2030 m.
Към 2001 г. има население от около 6000 души, чийто основен поминък е селското стопанство, и то предимно производството на пшеница и царевица. Особена гордост на града е ръчно правения хляб, чамас (chamas).
Основан е от испанските завоеватели през 1612 година. Около 1900 година населението му достига 25 000 души и се превръща в културен център. През XX век обаче започва да запада и неговото значение постепенно намалява.